# Codex Forster
Le Codex Forster est une collection d'écrits essentiellement scientifiques de Léonard de Vinci. Il tient son nom de l'écrivain et biographe britannique John Forster qui le lègue aux collections de son propriétaire actuel en 1876. Il se présente sous la forme de 5 cahiers reliés en 3 carnets.
Le codex donne un aperçu de l'esprit de ce penseur, artiste et scientifique de la Renaissance notamment dans les domaines de l'hydrologie et les machines hydrauliques, la topologie et l'architecture.

## Histoire

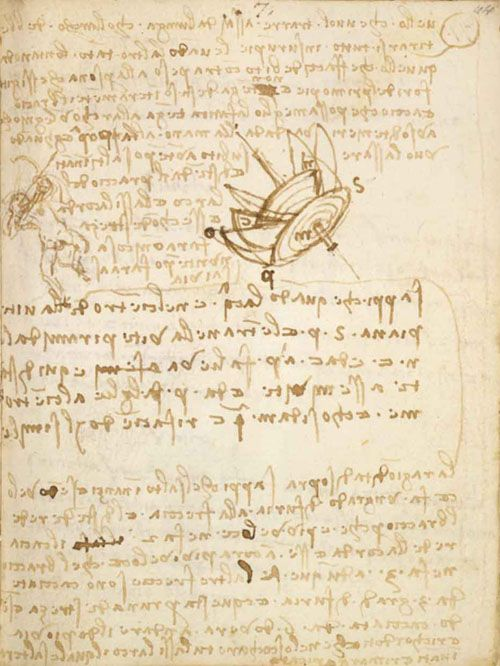
Une page manuscrite du Codex Forster I, vers 1505, Fol 44r.

Le codex appartient à Francesco Melzi dont le fils le cède au sculpteur italien travaillant en Espagne Pompeo Leoni. Il passe ensuite dans la collection du comte Lytton puis appartient à John Forster dont il tire le nom. Celui-ci le lègue en héritage en 1876 aux collections du Victoria and Albert Museum, son propriétaire actuel.

## Description et contenu
Le Codex Forster I est composé de 2 manuscrits reliés en 1 carnet : le premier manuscrit (Codex Forster I.1) remonte à 1487-1490 et s'intéresse notamment à l'hydrologie ; le second (Codex Forster I.2) date de 1505 et se penche sur la topologie d'une manière très structurée, ce qui peut laisser penser qu'il s'agit là d'un projet de traité,.
Le Codex Forster II est également composé de 2 manuscrits reliés en 1 carnet : le premier manuscrit (Codex Forster II.1) est rédigé vers 1495 et évoque les travaux de son ami, le mathématicien Luca Pacioli ; le second (Codex Forster II.2) est compilé vers 1487 – 90 et traite de l'eau, de l'architecture et d'études pour la Sala delle Asse,.
Le Codex Forster III n'est composé que d'un seul manuscrit. Petit manuscrit d'une centaine de pages, il est daté vers 1490–1493 et ne comporte pas de sujet privilégié : considérations morales, fables, hydraulique, projets de monuments équestres, géométrie, poids, dessins de masques, plans architecturaux et urbanistiques,…